# Ciortești, Vâlcea
Ciortești este un sat în comuna Zătreni din județul Vâlcea, Oltenia, România.